# Droeha Rika
Droeha Rika (Oekraïens: Друга Ріка, soms geromaniseerd tot Druha Rika of Druga Rika, vertaald: De tweede rivier) is een Oekraïense rockband. Droeha Rika is opgericht in 1996 in Zjytomyr.
In 2008 heeft Droeha Rika samen met de Russische band Tokio het Oekraïens-Russische liedje Dohonym! Dozjenemo! uitgebracht.

## Bandleden
- Valeri Chartsjysjy – Zang
- Viktor Skoeratovsky – Basgitaar
- Oleksandr Baranovsky – Gitaar
- Serhi 'Sjoera' Hera – toetsen
- Oleksi Dorosjenko – Drums
- Serhi Belitsjenko – Gitaar

## Discografie

### Studioalbums
- 2000 – Ja je
- 2003 – Dva
- 2005 – Pekordy
- 2008 – Moda
- 2012 – Metanoia. Part 1
- 2014 – Supernation

### Compilatiealbums
- 2006 – Dennitsj
- 2009 – BEST